# E012号線
E012号線 (E012ごうせん、英: European route E012) はカザフスタンにあり、アルマトイ – コクペク – チュンジャ – Koktal – コルガス口岸(Khorgas)を結ぶ、欧州自動車道路のBクラス幹線道路。

## 経路
- カザフスタン
  - アルマトイ – コクペク – チュンジャ – Koktal
- 中国
  - 霍爾果斯口岸

E40号線、 E125号線, E011号線, E013号線, G312国道および 連霍高速公路に接続している。